# Calamochrous flavimarginalis
Calamochrous flavimarginalis là một loài bướm đêm trong họ Crambidae.